# Tableau de Gundersen
Le tableau Gundersen est une formule mathématique utilisée en combiné nordique pour convertir les points de saut en secondes pour le ski de fond. Avec cette méthode, les athlètes partent dans la course de ski de fond avec un retard sur le premier proportionnel à leur retard dans le saut à ski. Ainsi, l'ordre d'arrivée à la course de ski de fond donne le classement final du combiné nordique.
Le tableau suivant indique le nombre de secondes que vaut un point lors des différents Jeux olympiques.
| Jeux olympiques d'hiver | Individuel | Par équipe |
| ----------------------- | ---------- | ---------- |
| 1988                    | 6,7        | 5          |
| 1992                    | 6,7        | 5          |
| 1994                    | 6,5        | 5          |
| 1998                    | 6          | 3          |
| 2002                    | 5          | 1,5        |
| 2006                    | 4          | 1          |
| 2010                    | 4          | 1,33       |

Cette formule a été mise au point dans les années 1980 par le Norvégien Gunder Gundersen, lui-même pratiquant le combiné nordique.